# The Forsyte Saga (sèrie de 1967)
The Forsyte Saga és una adaptació televisiva de la BBC de 1967 de la sèrie de novel·les The Forsyte Saga de John Galsworthy i la seva seqüela trilogia A Modern Comedy. La sèrie segueix les fortunes de la família de classe mitjana Forsyte de la classe mitjana i és protagonitzada per Eric Porter com Soames, Kenneth More com el jove Jolyon i Nyree Dawn Porter com Irene.
Va ser adaptada per a televisió i produïda per Donald Wilson i es va mostrar originalment en vint-i-sis episodis els dissabtes a la nit entre el 7 de gener i l'1 de juliol de 1967 a la BBC Two, en un moment en què només una petita proporció de la població tenia televisors capaços de rebre el canal. Va ser la seva repetició pel diumenge a la nit a la BBC One, a partir del 8 de setembre de 1968, el que va aconseguir l'èxit del programa amb 18 milions d'espectadors per a l'episodi final el 1969.
Va ser emesa als Estats Units per televisió pública i emesa arreu del món i es va convertir en la primera sèrie de televisió de la BBC que es va vendre a la Unió Soviètica.

## Producció
Inicialment Donald Wilson tenia la intenció de produir la sèrie adaptada a 15 episodis per Constance Cox el 1959. Tanmateix, Metro-Goldwyn-Mayer tenia els drets sobre les novel·les, i van adaptar la primera novel·la A Man of Property a That Forsyte Woman en 1949. Després que es va arribar a un acord de distribució amb MGM el 1965, la sèrie es va convertir en un innovador serial de 26 episodis, que representa les aventures de la família Forsyte entre 1879 i 1926.
The Forsyte Saga va ser la darrera sèrie dramàtica britànica important feta en blanc i negre, tot i que la BBC començava a equipar-se per a la transmissió total en color. En una entrevista per al llançament del DVD, Wilson admet que li hauria agradat haver rodat la sèrie en color, però retardar la gravació hauria suposat un nou càsting i tenia el repartiment perfecte per a l'adaptació. La sèrie va ser una aposta per la BBC, amb un pressupost de 10.000 £ per episodi.
Tot i que mai s'acredita, la música que obre i tanca cada episodi és el primer moviment, "Halcyon Days", de la suite The Three Elizabeths escrita a començaments de la dècada del 1940 per Eric Coates.

## Argument
La sèrie es va adaptar a partir de les tres novel·les i dos interludis de The Forsyte Saga de John Galsworthy: The Man of Property (1906), Indian Summer of a Forsyte (1918), In Chancery (1920), Awakening (1920) i To Let (1921); i la trilogia final de Galsworthy A Modern Comedy.

## Repartiment
La producció va comptar amb un repartiment d'actors de coneguts personatges, dels quals el protagonista més famós va ser el nom de Kenneth More.
- Terence Alexander - Montague 'Monty' Dartie
- John Barcroft - George Forsyte
- June Barry - June Forsyte
- John Bennett - Philip Bosinney
- Jonathan Burn - Val Dartie
- Fay Compton - 'Aunt Ann' Forsyte
- Karin Fernald - Anne Forsyte née Wilmot
- Susan Hampshire - Fleur Mont née Forsyte
- Ursula Howells - Frances Forsyte
- Martin Jarvis - Jolyon 'Jon' Forsyte
- Maggie Jones - Smither
- Cyril Luckham - Sir Lawrence Mont
- Kenneth More - 'Young Jolyon' Forsyte
- Lana Morris - Helene Hillmer
- Suzanne Neve - Holly Dartie née Forsyte
- Nora Nicholson - Aunt Juley Small
- Joseph O'Conor - 'Old Jolyon' Forsyte
- Dalia Penn - Annette Forsyte née Lamotte
- Nicholas Pennell - Michael Mont
- Robin Phillips - Wilfrid Desert
- Eric Porter - Soames Forsyte
- Nyree Dawn Porter - Irene Forsyte née Heron
- Kynaston Reeves - Nicholas Forsyte
- Fanny Rowe - Emily Forsyte
- Nora Swinburne - 'Aunt Hester' Forsyte
- Margaret Tyzack - Winifred Dartie
- John Welsh - James Forsyte
- Julia White - Coaker
- George Woodbridge - Swithin Forsyte
- Michael York - Jolyon 'Jolly' Forsyte

## Emissió i recepció
La sèrie fou emesa originalment al llarg de vint-i-sis episodis durant les nits de dissabte entre el 7 de gener i l'1 de juliol de 1967 a la BBC2, alhora que cada episodi es va repetir el dimarts al vespre següent. Originalment es volia animar als espectadors a canviar a BBC2, que va començar el 1964. Tot i això, només una petita proporció del públic podia rebre el canal que es va emetre al llavors nou sistema de difusió de 625 línies, que requeria un nou televisor per rebre-la, en comparació amb l'antic sistema de 405 línies en que emetien BBC1 (i ITV). Va ser més tard, quan la sèrie es va repetir a la tarda de diumenge a la BBC1, a partir del 8 de setembre de 1968, quan es va aconseguir l'èxit de la sèrie amb 18 milions d'audiència per a l'episodi final en 1969. Se sol citar que tant propietaris com clergues del Regne Unit es van queixar que les repeticions de la nit del diumenge allunyaven clients i fidels, respectivament, i que hi ha relats sobre els serveis del servei del diumenge per evitar coincidir amb l'emissió. Una retrospectiva de la sèrie per Masterpiece de PBS assenyala que:
| « | Els espectadors recorden la manera de tancar la nació cada diumenge a la nit per a l'esdeveniment. Els pubs es tancaven d'hora i els carrers estaven deserts. L'Església fins i tot va reprogramar els seus serveis de culte nocturn per tal que l'immens públic pogués estar a punt per a l'inici de l'espectacle a les 19:25. | » |

Després del seu èxit a Gran Bretanya, la sèrie es va exhibir als Estats Units per la televisió pública, fou emesa per tot el món, i es va convertir en el primer programa de televisió de la BBC que es va vendre a la Unió Soviètica. L'audiència mundial es va estimar en 160 milions de persones a la regió. La sèrie va guanyar la medalla de plata de la Royal Television Society i un dels BAFTA a la millor sèrie dramàtica. Després de la seva transmissió el 1967 per RTÉ, el servei nacional de transmissió de la República d'Irlanda, la producció de la BBC va guanyar un Premi Jacob en la cerimònia de presentació anual a Dublín.
L'èxit de la sèrie va impulsar a les empreses a invertir en sèries dramàtiques de mida similar, la qual cosa va donar lloc a The Pallisers i Upstairs, Downstairs.
El 2002, Sarah Crompton, que va escriure una nova adaptació produïda per Granada Television, va assenyalar que fins i tot les novel·les de Galsworthy van pal·liar en comparació amb les sèries de televisió, i va assenyalar que l'adaptació va constituir un precedent durador dels drames de televisió:
| « | El pobre ancià Galsworthy pot ser que en el seu moment hagués guanyat el premi Nobel de literatura, però ara és només una nota a peu de pàgina en la història televisiva: l'introductor de la sèrie clàssica més popular de tots els temps. Això no és una exageració. Cent milions de persones a 26 països van acabar veient la versió de la saga de Donald Wilson. No va ser la primera adaptació literària a TV, però va ser més llarga i ambiciosa que qualsevol cosa que s'hagués projectat abans, i ha arribat a representar tots els valors i estàndards als quals aspirava la TV britànica des de llavors. | » |

A causa de la seva imatge en blanc i negre, la sèrie ha tingut repeticions limitades a la televisió britànica des de la introducció del color amb una tirada que va tenir lloc a la BBC1 del 9 de gener a l'1 de juliol de 1970 i la repetició final es va transmetre les tardes dues vegades setmanals de 25 de setembre de 1974 al 19 de desembre de 1974. L'episodi 13 es va repetir a la BBC2 el 2 de novembre de 1986 com a part d'una sèrie de programes que van marcar el cinquantè aniversari de BBC Television.
El 1992 la sèrie es va estrenar al Regne Unit en un conjunt de vídeos de 8 volums i en DVD de Regió 2 el 2004.